# Alessio I (patriarca di Mosca)
Alessio I, in slavo ecclesiastico Aleksij I (cirillico: Алекси́й I; Mosca, 8 novembre 1877 – Peredelkino, 17 aprile 1970), al secolo Sergej Vladimirovič Simanskij (Сергей Владимирович Симанский), fu il tredicesimo patriarca di Mosca e di tutte le Russie dal 1945 al 1970.
Guidò la Chiesa ortodossa russa per oltre 25 anni, divenendo il patriarca moscovita più duraturo della storia. Nel corso degli anni dovette fronteggiare le frequenti difficoltà vissute dalla Chiesa sotto il regime sovietico. Il suo obiettivo principale fu il consolidamento e la riorganizzazione del clero dopo le persecuzioni subite negli anni '30. Desideroso di sfruttare al meglio il periodo di tregua deciso da Stalin e di evitare ulteriori minacce all'esistenza della Chiesa, cercò di mantenere buone relazioni con le autorità civili, avallandone in vari casi anche la politica estera. Tuttavia, nel 1958 non poté fare molto contro la nuova campagna antireligiosa lanciata da Nikita Chruščёv.

## Biografia

### Giovinezza e monachesimo
Il futuro patriarca nacque a Mosca come primogenito di una famiglia aristocratica. Suo padre, Vladimir Andreevič Simanskij, fu ciambellano della casa reale dei Romanov. Battezzato con il nome di Sergej, in onore di san Sergio di Radonež, crebbe in un clima profondamente religioso. Dal 1888 al 1891 frequentò l'Istituto di lingue orientali di Mosca, dove apprese l'arabo, il persiano e il turco. Al termine di questa esperienza si iscrisse al liceo Katkovskij, gestito dal fervente monarchico Vladimir Andreevič Gringmut. Nel 1896, dopo aver ottenuto il diploma, Sergej chiese a suo padre di poter studiare teologia. Quest'ultimo acconsentì, ma pretese che il figlio ottenesse prima una laurea secolare. Per questa ragione il futuro patriarca si iscrisse alla facoltà di giurisprudenza della Università imperiale di Mosca e completò gli studi nel 1899. L'anno seguente fu coscritto in un reggimento di granatieri, ma poco dopo lasciò l'esercito con il grado di praporščik.

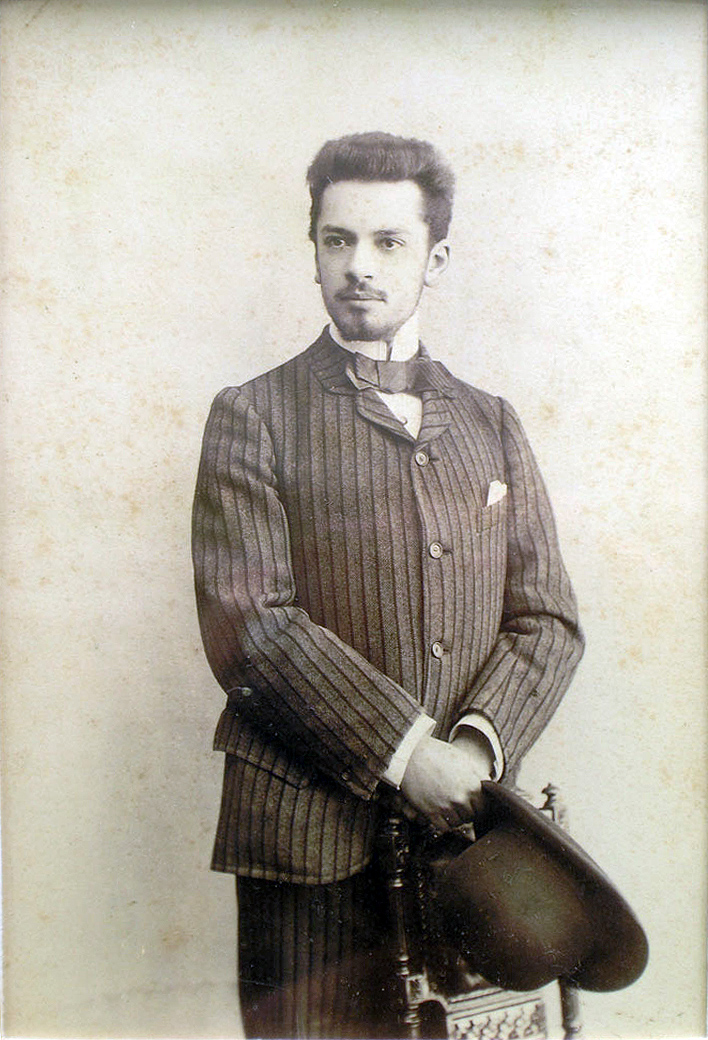
Alessio da giovane

Nell'autunno del 1900 entrò all'Accademia teologica di Mosca, di cui era rettore Arsenij Stadnickij. Il 22 febbraio 1902 ricevette la tonsura monastica presso il monastero della Trinità di San Sergio acquisendo il nome di Alessio, in onore di sant'Alessio di Mosca. Poco dopo divenne ierodiacono e, il 3 gennaio 1904, ieromonaco. Nello stesso anno concluse gli studi accademici con una tesi dedicata al metropolita di Mosca Filarete, a cui la sua famiglia era molto devota. Nel 1906 divenne archimandrita e rettore del seminario di Tula. Nel 1908 fu eletto presidente del dipartimento provinciale dell'Unione del Popolo Russo, la più influente organizzazione monarchica dell'Impero. Nel 1911 seguì Arsenij Stadnickij a Novgorod divenendo rettore del seminario cittadino e archimandrita del monastero di Antoniev.

### L'esperienza episcopale
Il 28 marzo 1913 il Santissimo Sinodo decise di elevare il futuro patriarca a vescovo di Tichvin. La consacrazione episcopale si svolse esattamente un mese dopo, presso la cattedrale di Santa Sofia di Novgorod, alla presenza del patriarca di Antiochia Gregorio IV. Oltre ad essere vescovo di Tichvin, ricoprì anche la carica di vicario dell'eparchia di Novgorod. Dopo lo scoppio della prima guerra mondiale lasciò utilizzare la casa vescovile ai fini dell'assistenza medica ai militari e organizzò raccolte di fondi.
A seguito della Rivoluzione d'ottobre rifiutò di fuggire con il padre in Finlandia, sostenendo la necessità di restare al fianco dei fedeli. Nel 1920 fu arrestato dalla Čeka, insieme ad Arsenij Stadnickij, con l'accusa di propaganda antisovietica. Tuttavia, i due vennero rilasciati subito dopo. Nel febbraio 1921 arrivò un secondo arresto, seguito dalla sospensione condizionale della pena. Il 21 febbraio 1922 fu nominato arcivescovo di Jamburg e vicario dell'eparchia di Pietrogrado. Sotto forti pressioni del governo comunista fu costretto a revocare la scomunica nei confronti di alcuni esponenti della cosiddetta "Chiesa vivente", un gruppo scismatico sostenuto dai bolscevichi per indebolire la Chiesa ortodossa russa. Nell'ottobre 1922 fu arrestato con l'accusa di "attività controrivoluzionarie" e condannato all'esilio per tre anni in Kazakistan. Durante l'esilio gli fu data la possibilità di servire messa presso la chiesa di Karkaraly e di mantenere un rapporto epistolare con il patriarca Tichon e altri membri del clero. Nel marzo 1926 poté tornare in Russia e qualche mese dopo fu nominato arcivescovo di Chutyn e vicario dell'eparchia di Novgorod, rimasta orfana di Arsenij Stadnickij imprigionato dalle autorità. Nel 1932 fu elevato al rango di metropolita, prima di Staraja Russa e poi di Novgorod. Dal 5 ottobre 1933 gli fu riservato un compito ancora più prestigioso e delicato, quello di metropolita di Leningrado. Come risultato della repressione antireligiosa, nell'intera eparchia rimasero aperte poche chiese. Nel 1939, al culmine delle persecuzioni anticristiane, Alessio fu uno dei soli quattro vescovi della Chiesa ortodossa russa a rimanere in libertà.
Nel 1941, subito dopo l'avvio dell'Operazione Barbarossa, Alessio incitò i fedeli a difendere il paese. Il 10 giugno, nel corso di un sermone pronunciato presso la cattedrale dell'Epifania di Mosca, affermò il "sacro dovere" di opporsi all'aggressore tedesco. Durante l'assedio di Leningrado rimase in città rincuorando e sostenendo i cittadini. Malgrado i bombardamenti in corso, continuò a celebrare messa. Nelle sue prediche non mancavano i riferimenti agli eventi della millenaria storia russa e a patrioti e santi come Aleksandr Nevskij e Dmitrij Donskoj. Per il comportamento tenuto durante l'invasione fu insignito della medaglia per la difesa di Leningrado.
Il 4 settembre 1943 fece parte della delegazione ortodossa che incontrò Stalin per discutere dei rapporti tra il governo ed il clero. Volendo ottenere il sostegno popolare più ampio possibile nella guerra contro la Germania nazista, il dittatore decise di far cessare la repressione della Chiesa, a cui permise di scegliere un nuovo patriarca. Appena quattro giorni più tardi si riunì un concilio, a cui presero parte 19 prelati, che elesse l'anziano metropolita Sergio (locum tenens patriarcale dal 1927). Insieme al patriarca, venne eletto anche un sinodo di sei membri, tra cui Alessio. Il quale, dopo la morte di Sergio il 15 maggio 1944, assunse la funzione di locum tenens.

### Il lungo patriarcato
Il 31 gennaio 1945, presso la chiesa della Resurrezione in Sokol'niki, si aprì il consiglio locale che il 2 febbraio seguente scelse Alessio come nuovo patriarca (in conformità alle ultime volontà del defunto Sergio). Due giorni dopo l'elezione, Alessio fu intronizzato con una cerimonia nella cattedrale dell'Epifania. Il 10 aprile incontrò Stalin e il ministro degli esteri Vjačeslav Michajlovič Molotov. Durante l'incontro si discusse del ruolo che la Chiesa ortodossa russa avrebbe dovuto svolgere in ambito internazionale. Il 9 maggio celebrò una messa solenne in occasione della fine della guerra. Dal 27 maggio al 26 giugno, si recò in pellegrinaggio in Medio Oriente, anche con lo scopo di coinvolgere le Chiese ortodosse non slave nella sfera d'influenza del patriarcato di Mosca. Andò anche in Egitto, dove incontrò il patriarca di Alessandria Cristoforo II. Il 10 agosto inviò una lettera ai rappresentanti della Chiesa ortodossa russa fuori dalla Russia, al fine di convincerli a ricongiungersi al patriarcato, ma il tentativo fallì.

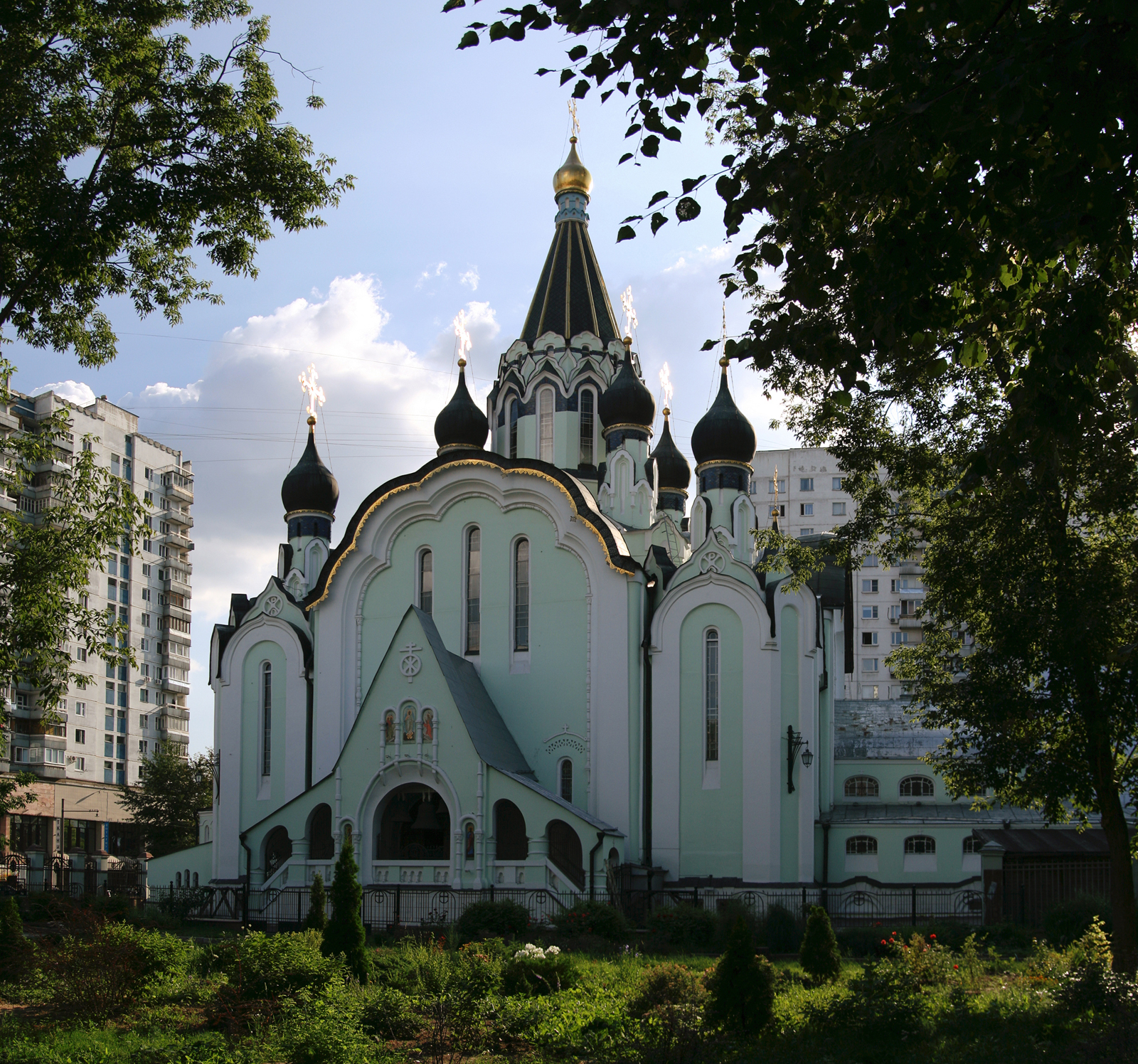
Chiesa della Resurrezione in Sokol'niki, luogo in cui Alessio fu eletto patriarca

Nel 1946 il patriarca rimase coinvolto in uno degli episodi più controversi della storia dell'ortodossia russa: la liquidazione della Chiesa greco-cattolica ucraina. Nel marzo di quell'anno, infatti, le autorità sovietiche imposero la convocazione di un concilio svoltosi a Leopoli, allo scopo di annullare l'Unione di Brest del 1596. In questo modo, gli uniati ucraini dovettero rompere i legami con il papato e passare sotto la giurisdizione della Chiesa ortodossa russa, a cui fu affidato il libero uso degli edifici della comunità appena disciolta. Non è chiaro se Alessio fosse a conoscenza di episodi di conversioni forzate e del coinvolgimento dell'NKVD. Secondo il teologo Dimitrij Vladimirovič Pospelovskij, il patriarca potrebbe aver creduto alla volontarietà del concilio di Leopoli (come affermano le dichiarazioni ufficiali). Quello che è certo è che questo problema mise l'una contro l'altra la Chiesa cattolica e la Chiesa ortodossa russa che ancora oggi, nonostante l'avanzato stato del dialogo, non sono riuscite a trovare una soluzione.
Nel 1948 la Chiesa ortodossa russa festeggiò i 500 anni di autocefalia. Alessio convocò un concilio che, nelle sue intenzioni, avrebbe dovuto sancire la preminenza del patriarcato di Mosca su tutto il mondo ortodosso. Tuttavia, questa iniziativa incontrò la scontata opposizione dei santi sinodi di Costantinopoli ed Atene, ed Alessio fu costretto a derubricare l'iniziativa a semplice celebrazione del cinquecentesimo anniversario dell'indipendenza della sua Chiesa. Nell'ambito ecumenico promosse l'ingresso della Chiesa ortodossa russa nel Consiglio ecumenico delle Chiese, avviò relazioni con la Chiesa evangelica in Germania e dal 1958 (anno dell'elezione di papa Giovanni XXIII) con la Chiesa cattolica. Dal 1967 i rapporti con la Chiesa romana acquisirono la forma di un sistematico confronto teologico.
Fino alla fine degli anni cinquanta le autorità sovietiche si astennero da massicce campagne antireligiose. Ciò consentì al patriarcato di Mosca di acquisire una relativa libertà d'azione e di ripristinare gran parte delle proprie strutture ecclesiastiche. La situazione iniziò a peggiorare dopo la morte di Stalin nel 1953, ma soltanto nel 1958 Nikita Chruščёv diede avvio ad una dura repressione, a cui Alessio si oppose invano. Le attività religiose furono drasticamente limitate e metà delle parrocchie del paese vennero chiuse. Stessa sorte toccò ad oltre 40 monasteri, tra cui il Kyevo Pečers'ka Lavra. Il 1º aprile 1961, durante i vespri nella cattedrale dell'Epifania, Alessio fu aggredito da un cittadino in seguito dichiarato ufficialmente pazzo. Nel 1960 intraprese un nuovo pellegrinaggio in Terra santa, nel corso del quale non rinunciò a criticare le misure antireligiose del governo sovietico. Durante il viaggio incontrò i patriarchi Atenagora di Costantinopoli, Cristoforo II d'Alessandria, Benedetto di Gerusalemme e Teodosio VI d'Antiochia. Nel 1962 si recò nei Balcani, dove incontrò il patriarca serbo German, quello bulgaro Kiril e quello rumeno Iustin. Nel 1963 prese parte alle celebrazioni per il millennio di vita della Repubblica monastica del Monte Athos. La caduta di Chruščёv nel 1964 contribuì ad attenuare le restrizioni contro la Chiesa, anche se essa non riuscì a recuperare molti degli edifici di culto perduti precedentemente. Durante gli anni alla guida del patriarcato di Mosca, Alessio ebbe alcuni stretti collaboratori, tra cui Nikolaj Jaruševič, Grigorij Čukov e Daniel Ostapov. Negli ultimi anni di vita del patriarca, le relazioni internazionali della Chiesa furono affidate al metropolita di Leningrado Nicodemo.
Il 4 febbraio 1970 Alessio subì un infarto miocardico acuto. Da quel momento si trasferì nella sua residenza di Peredelkino. Morì il 17 aprile seguente, all'età di 92 anni. I funerali si svolsero il 21 aprile presso la cattedrale della Dormizione del monastero della Trinità di San Sergio, alla presenza del patriarca della Georgia Efrem II, del catholicos d'Armenia Vazgen I e del cardinale Johannes Willebrands. Fu sepolto nello stesso luogo del funerale, vicino al metropolita di Mosca Macario II.